# Carlos Alberto Aguilar Salinas
Carlos Alberto Aguilar Salinas (Ciudad de México, 16 de noviembre de 1961) es un médico, endocrinólogo, investigador, catedrático y académico mexicano, que se especializó en endocrinología, medicina interna e investigación clínica. Su trabajo se ha enfocado en la investigación de la epidemiología de la diabetes, de las dislipidemias y del síndrome metabólico para la población latinoamericana y mexicana.

## Biografía
Carlos Alberto Aguilar curso sus estudios de preparatoria en el Centro Universitario México (1980-1986). Se graduó como médico cirujano en la Facultad de Medicina de la Universidad Nacional Autónoma de México en 1986. realizó la especialidad en medicina interna (1986-1989) y la subespecialidad en endocrinología (1989-1991) en el Instituto Nacional de Ciencias Médicas y Nutrición. 
Realizó una estancia de investigación en la escuela de medicina de la  Washington University (1992-1994), sobre el estudio del metabolismo de las lipoproteínas. Durante estos años, su trabajo aportó conocimientos sobre los mecanismos que explican los niveles de colesterol en plasma en pacientes con mutaciones en el gen de la apolipoproteína B, en el síndrome nefrótico y en la hiperlipidemia familiar combinada. Posteriormente adquirió el grado de doctorado en investigación médica (2009-2013) en el Instituto Politécnico Nacional.
Fungió como Subjefe del Departamento de Endocrinología y Metabolismo Mineral en el Instituto Nacional de Ciencias Médicas y Nutrición hasta 2017.
Fundó la Unidad de Investigación en Enfermedades Metabólicas; unidad especializada en la investigación de enfermedades metabólicas en México.
Fue nombrado Director de la División de Nutrición del Instituto Nacional de Ciencias Médicas y Nutrición de Julio de 2019 a abril de 2023.
A partir de mayo de 2023 es director de la Dirección de Investigación del Instituto Nacional de Ciencias Medicas y Nutrición. 

## Docencia
Carlos Alberto Aguilar comenzó siendo profesor asistente en la Facultad de Medicina de la Universidad Autónoma de México. Fue profesor invitado en la Washington University en el año 2000. Fungió como profesor adjunto al curso de posgrado para médicos especialistas en Diabetología y Metabolismo en el Instituto Nacional de Ciencias Médicas y Nutrición del 2001 al 2006. Profesor de la cátedra de Endocrinología en la Universidad Panamericana en 2007.
Es profesor/tutor titular para el Doctorado en Ciencias Biomédicas la Universidad Nacional Autónoma de México.

## Investigaciones y aportaciones
Es investigador nivel F por los Institutos Nacionales de Salud desde 2005 y miembro del Sistema Nacional de Investigadores nivel III desde 2008.
Realizó la identificación de nuevas variantes genéticas involucrados en la diabetes tipo 2 en mestizos mexicanos, identificando la participación de un haplotipo del gen SLC16A11 en la fisiopatología de la diabetes tipo 2. Además, identificó que una variante de HNF1A está presente en el 2% de los adultos con diabetes y que su presencia no modifica la respuesta al tratamiento de la misma.
Logró la identificación de nuevas variantes genéticas asociadas a las dislipidemias en mestizos mexicanos.
Creó estudios de cohorte que han servido para el desarrollo de modelos predictivos de la incidencia de diabetes basados en datos clínicos y metabolómicos, nuevos métodos para estimar la acción de la insulina y nuevos cuestionarios para el escrutinio de la diabetes.
Sus principales líneas de investigación son la Fisiopatología de las dislipidemias y de la diabetes tipo 2; y el Desarrollo de herramientas predictivas o terapéuticas para las dislipidemias y la diabetes tipo 2.
A continuación, se detallan algunos de sus logros más destacados:
1. La identificación de nuevas variantes genéticas involucrados en la diabetes tipo 2 en mestizos mexicanos: Nuestro grupo identificó la participación de un haplotipo del gen SLC16A11 en la fisiopatología de la diabetes tipo 2 (Nature 2014,[10] Cell 2017[11]). El haplotipo de riesgo es muy común en la población de origen nativo americano, se asocia a menor acción de la insulina y a concentraciones anormales de las enzimas hepáticas (manuscrito enviado a publicación). Además, se identificó que una variante de HNF1A está presente en el 2% de los adultos con diabetes y que su presencia no modifica la respuesta al tratamiento (JAMA 2014, Diabetes Care 2018). En ambos casos, el Dr Aguilar Salinas participó en el diseño del estudio, la caracterización clínica de los participantes, el análisis de los resultados y la preparación de los manuscritos
2. La identificación de nuevas variantes genéticas asociadas a las dislipidemias en mestizos mexicanos: Nuestro equipo llevó a cabo los tres primeros estudios de escrutinio completo del genoma para identificar los genes determinantes de la concentración de los lípidos sanguíneos en mexicanos (Nature genetics 2008, J Med Genetics 2013,  Nature Communications 2014). En particular se identificó la contribución de la variante R230C de ABCA1 como un determinante mayor de las concentraciones bajas de colesterol HDL (Atherosclerosis 2011, entre otros). Otras variantes que tienen una prevalencia mayor en mexicanos y que son determinantes de las concentraciones de triglicéridos se localizan en los genes SIK3 (Nature Communications 2014) y MLXIPL (Nature genetics 2008). Las asociaciones genéticas fueron confirmadas en el proyecto “Mexican Biobank”, (publicado en Nature 2023),[12] del que el Dr Aguilar participa como uno de los investigadores principales.  El Dr. Aguilar Salinas participó en el diseño del estudio, la caracterización clínica de los participantes, el análisis de los resultados y la preparación de los manuscritos
3. La identificación de la diabetes tipo 2 de inicio temprano como un problema de salud: Nuestro grupo identificó que el 22% de las personas con diabetes tipo 2 tienen hiperglucemia antes de los 40 años de edad (Am J Medicine 2002, Salud Pública 2010). Se describieron las características clínicas, genéticas y sociodemográficas que se asocian a la aparición temprana de la diabetes (J Clin Endoc Metab  2001, Clin Genetics 2008).
4. Descripción de la epidemiologia de la hipercolesterolemia familiar en Mexico: Se creó el Registro Mexicano de hipercolesterolemia familiar (www.fhmexico.org.mx[13]). La descripción incluye su epidemiologia molecular, la cascada de atención y su inclusión en el registro global de hipercolesterolemia familiar coordinado por la Sociedad Europea de Aterosclerosis. Los resultados fueron publicados en Lancet (2021 y 2024)
5. La creación de estudios de cohorte que han servido para el desarrollo de modelos predictivos de la incidencia de diabetes basados en datos clínicos y metabolómicos (manuscrito sometido a publicación), nuevos métodos para estimar la acción de la insulina (Eur J Endocrinol 2018) y nuevos cuestionarios para el escrutinio de la diabetes (Salud Pública 2018).
6. La descripción de la epidemiología y el impulso de acciones para el control de la diabetes, de las dislipidemias y del síndrome metabólico en las Encuestas Nacionales de Salud y en estudios internacionales como el NCD group (Diabetes Care 2003, J Lipid Research 2001, Salud Pública 2010, Lancet 2017, Diabetes Care 2018, Lancet 2024)
7. La creación de la “Clínica de Dislipidemias” del INCMNSZ: En ella, reciben atención especializada cerca de 2000 personas. Es un centro de referencia a nivel nacional.[14]
8. Implementación de la Unidad de Investigación de Enfermedades Metabólicas (UIEM) del INCMNSZ y del Instituto de Estudios Superiores de Monterrey: Fundada en 2017, la UIEM es una unidad de prestación de servicios para investigadores clínicos; cuenta con tecnología de punta para el estudio de la obesidad, la diabetes y otras enfermedades del metabolismo.
9. Fundador del Biobanco Mexicano de Enfermedades Metabólica, primer biobanco en México que recibe la licencia de funcionamiento de COFEPRIS[15]
10. Fundador del portal www.alimentacionysalud.unam.mx, proyecto tripartita entre la UNAM, el Tec de Monterrey y Instituto Nacional de Ciencias Médicas y Nutrición, cuya finalidad es brindar información a la población sobre la adopción de un estilo de vida correcto.
11. Autor del libro “Toma el control de tu diabetes”[16] (2023, editorial Penguin Random House), texto que guía al lector en la comprensión y atención de la enfermedad

## Cargos y nombramientos
- Jefe de la Clínica de dislipidemias, 1994.
- Director del Comité Científico, 1997, Annual North American Association for the Study of Obesity.
- Socio numerario de la Academia Nacional de Medicina a partir del 22 de mayo del 2003.
- Consultor para la versión en español de la edición 16 de Harrsion: Principios de Medicina Interna.
- Presidente de la Sociedad Mexicana de Nutrición y Endocrinología 2009 y actual miembro del consejo consultivo.[17]
- Presidente del Comité de Ética de la Dirección de Investigación en el Instituto Nacional de Ciencias Médicas y Nutrición (2012-2013).
- Presidente del Comité de Investigación de la Dirección de Investigación en el Instituto Nacional de Ciencias Médicas y Nutrición (2013-2023).[18]
- Coordinador de la Unidad de Investigación en Enfermedades Metabólicas (2017-Actual).[1]
- Director de la Dirección de Nutrición (2019-2023).
- Director de la Dirección de Investigación (2023-Actual)

## Artículos Relevantes
- Desarrollo y validación de un modelo predictivo de diabetes tipo 2 incidente en adultos mexicanos de mediana edad: la cohorte de síndrome metabólico.[19]
- Disparidades en la prediabetes y la prevalencia de diabetes tipo 2 entre poblaciones indígenas y no indígenas del sureste de México: el estudio Comitan.[20]
- Avances recientes en el manejo / comprensión del síndrome metabólico.[21]

## Obras relevantes
- Dislipidemias: de lo clínico a lo molecular.[22]
- Manual de terapéutica médica y procedimientos de urgencias.[23]
- Acciones para enfrentar a la diabetes: documento de postura.[24]
- Atención integral del paciente diabético.[25]
- Sistema de actualización médica en diabetes.[26]
- Diagnóstico molecular en medicina.[27]
- Alexánderson: Fisiología de los sistemas endocrino y digestivo.[28]

## Reconocimientos y premios
- Premio Lilly de investigación en diabetes mellitus. 1997.
- Ganador de "Apoyo a estancias de investigación en el extranjero Aventis". Oct-Nov 2000.
- Premio “Alfonso Rivera”.
- Premio “Miguel Alemán” en salud 2002.
- Premio Lilly SMNE 2004.
- Premio Lilly 2006.
- Premio Javier Romero Molina 2006.
- Premio Pfizer en investigación clínica 2011.
- Premio Eduardo Liceaga 2011.
- Premio Rafael Rodríguez 2011.
- Premio Nestlé 2012.
- Premio Nestlé 2013.[29]
- Premio Nacional de Ciencias 2018.[30]
- “Orden Heráldica de Cristóbal Colón” en el grado de Caballero por el gobierno de República Dominicana.[31]